# 田中军吉
田中军吉（日语：／ Tanaka Gunkichi，1905年3月19日—1948年1月28日），日本东京人，第二次世界大战时期日本軍人。
1937年至1938年南京大屠杀期间，在日本侵华派遣军之谷寿夫第6师团任上尉中队长，手持一把名为“助广”的军刀，连续劈杀中国南京战俘、平民300余人。山中峰太郎所写之《皇兵》一书详细记载了其杀人经过。
田中軍吉著有《銃後熱血譜》、《弔髯葬送曲》兩首軍歌。

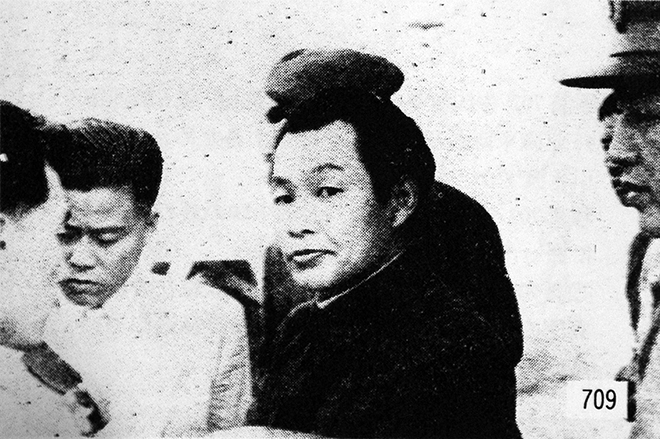
戰後被引渡到上海的田中軍吉

战后由东京国际军事法庭引渡回中国审判，被处决于南京雨花台。